# Campyloneurum decurrens
Campyloneurum decurrens är en stensöteväxtart som först beskrevs av Giuseppe Raddi, och fick sitt nu gällande namn av Presl. Campyloneurum decurrens ingår i släktet Campyloneurum och familjen Polypodiaceae. Inga underarter finns listade.